# Jahotyn
Jahotyn (ukrainsk: Яготин, tr. Jahotyn) er en by i Boryspil rajon i Kyiv oblast (region) i Ukraine. I 2001 var indbyggertallet 23.659. I 2021 var befolkningen er 19.270.
Landsbyen Dvirkivschyna i Jahotyn rajon er fødested for den berømte fodboldspiller Andrij Sjevtjenko, som gik på sportsskole i Jahotyn.